# Міка Линтіля
Міка Линтіля (фін. Mika Tapani Lintilä; нар. 15 квітня 1966, Тоголампі, Центральна Пог'янмаа, Фінляндія) — фінський політик. Міністр економічного розвитку в кабінеті Марін, сформованому 10 грудня 2019. Депутат Едускунти (парламенту) з 24 березня 1999 від виборчого округу Вааса. Представляє партію «Фінляндський центр».

## Життєпис
Міністр економічного розвитку Фінляндії, депутат Едускунти
Народився 15 квітня 1966 року в Тохолампі (Центральна Остроботнія, Фінляндія).
1986 — закінчив школу.
1992 — закінчив комерційне училище.
2010 — закінчив Університет Тампере зі ступенем бакалавра, вивчав адміністративне управління.
На парламентських виборах 21 березня 1999 року обраний депутатом Едускунти.
В 1997–2000 — голова міськради Тохолампі.
1997–2000 — голова обласної ради совета Центральної Остроботнії.
З 2001 — член міськради Тохолампі.
На муніципальних виборах 28 жовтня 2012 року набрав 135 голосів і переобраний в міськраду Тохолампі.
2001–2005 — голова уряду Центральної Остроботнії.
29 грудня 2016 Міка Линтіля змінив Оллі Рен на посаді міністра економічного розвитку в кабінеті Сіпіля.
6 червня 2019 отримав портфель міністра фінансів в кабінеті Рінне.
10 грудня 2019 отримав портфель міністра економічного розвитку в кабінеті Марін.